# Оукома (Јужна Дакота)
Оукома (енгл. Oacoma) град је у америчкој савезној држави Јужна Дакота.

## Демографија
По попису из 2010. године број становника је 451, што је 61 (15,6%) становника више него 2000. године.
| Група             | 2000.       | 2010.       |
| Белци             | 367 (94,1%) | 398 (88,2%) |
| Афроамериканци    | 0 (0,0%)    | 1 (0,2%)    |
| Азијати           | 0 (0,0%)    | 2 (0,4%)    |
| Хиспаноамериканци | 1 (0,3%)    | 8 (1,8%)    |
| Укупно            | 390         | 451         |